# 미하일 콜랴다
미하일 세르게예비치 콜랴다(러시아어: Михаи́л Серге́евич Коляда́, 1995년 2월 18일~)는 러시아의 피겨스케이팅 선수이다. 2018년 동계 올림픽 피겨스케이팅 단체전에서 러시아 출신 올림픽 선수단으로 출전하여 은메달을 획득했다. 또한 2018년 세계 선수권 대회에서 동메달, 2017년과 2018년 유럽 선수권 대회에서 동메달을 획득했고, 2018년 그랑프리 파이널에서 3위에 올랐다.